# Pycnagorastis
Pycnagorastis là một chi bướm đêm thuộc họ Cosmopterigidae.